# شاگور

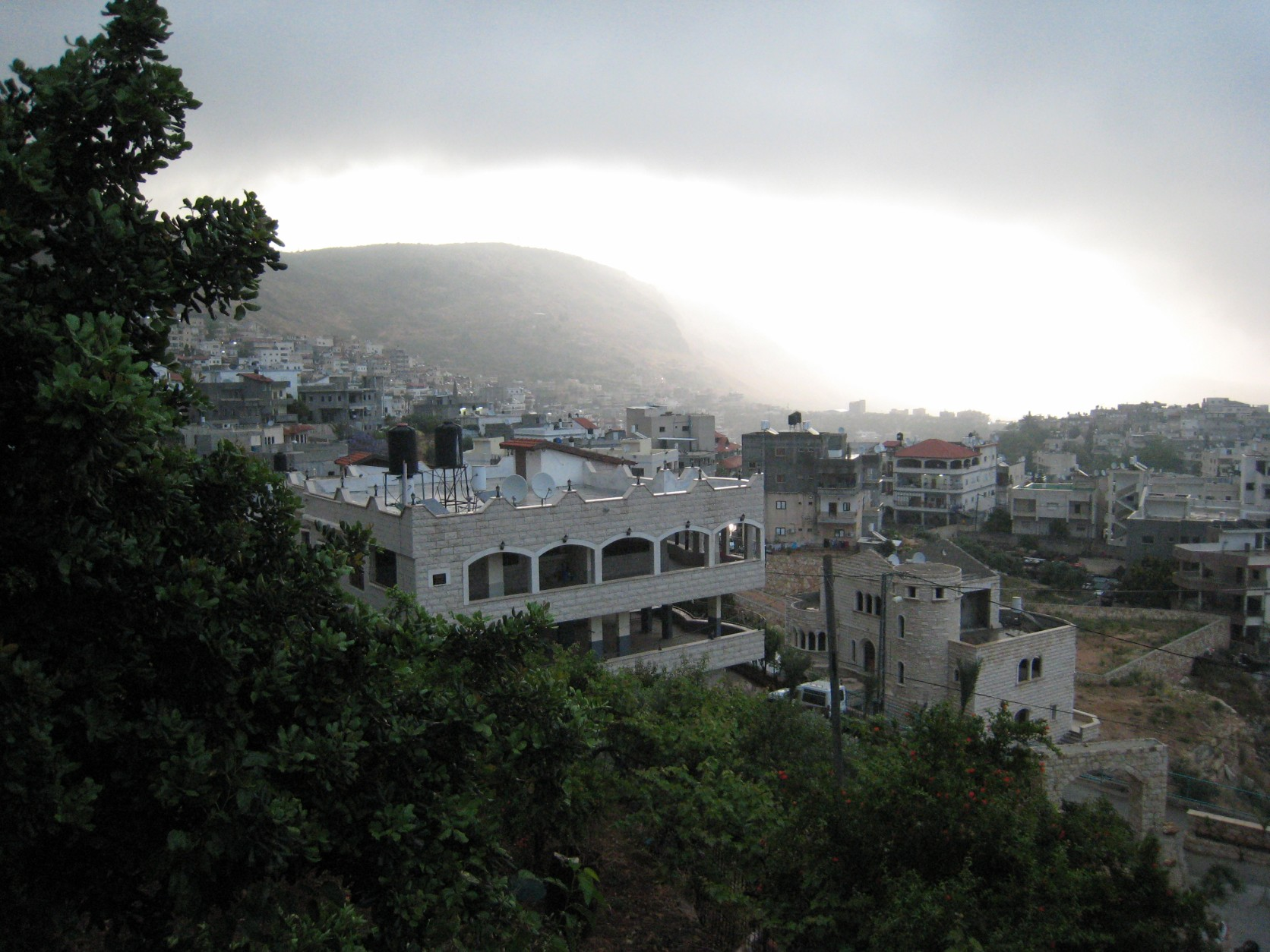
نمایی از شهر دیرالاسد در اسراییل که بخشی از شاگور را تشکیل می‌داد. - ۲۰۰۷

شاگور (در عبری: שגור) نام شهری در استان شمالی اسرائیل است که جمعیت آن در سال ۲۰۰۶ ۲۹٬۲۰۰ نفر و مساحت آن ۱۷٫۷۳۷ کیلومتر مربع بوده است.